# Branimir Marković
Branimir Marković (Ravna Gora, Gorski kotar, 15. veljače 1917. – Ičići, 31. srpnja 1973.)  bio je profesor Prirodoslovno-matematičkog fakulteta u Zagrebu i Visoke industrijsko-pedagoške škole u Rijeci te specijalist na području atomskih znanosti.

## Životopis
Rođen je u učiteljskoj obitelji. Matematičko-fizičku grupu diplomirao je 1939. Od 1940. je asistent na Geofizičkom, a od 1942. na Fizikalnom zavodu Filozofskog fakulteta gdje je i doktorirao 1944. na temu Mikroseizmički nemir. Godine 1964. postao je redoviti profesor Visoke industrijsko-pedagoške škole u Rijeci. Napisao je mnogo udžbenika od kojih se najviše ističe udžbenik iz optike, niz godina upotrebljavan u srednjim školama. Vodio je Laboratorij za nuklearna i atomska istraživanja na Institutu Ruđer Bošković, gdje je inicirao istraživanja na području lasera. Samo dvije godine nakon otkrića lasera u SAD-u, zajedno sa suradnicima konstruirao je u laboratorijskoj izvedbi prvi plinski He-Ne laser u ovome dijelu Europe.

Njegov je otac Ivan 40 godina bio je učitelj, baka po majci bila je učiteljica, a akademik Nikola Majnarić, filolog, bio mu je ujak, što je utjecalo na njegov odabir zanimanja i ljubav prema obrazovanju, prirodi, istraživanju i otkrivanju nepoznatoga. 
Bio je među osnivačima Instituta Ruđer Bošković u Zagrebu gdje je dvadeset godina radio kao znanstveni suradnik i savjetnik te je osnovao i više od 20 godina vodio Laboratorij za atomska istraživanja (LAI). Još 1950. je na kolokviju Društva matematičara i fizičara demonstrirao pokuse u kojima je pokazao utjecaj magnetskoga polja na apsorpciju svjetlosti. Takva je istraživanja, deset godina kasnije i s kompliciranom elektronskom aparaturom, obavio Alfred Kastler na Ecole Normale Superieur u Parizu. Na temelju tih mjerenja, Kastler je izveo teoriju utjecaja valova radiofrekvencije na optičku rezonanciju. Bio je to početak teorije optičkog pumpanja za koju je 1966. godine Kastler dobio Nobelovu nagradu za fiziku. Kastler u svojim radovima citira radove Branimira Markovića te nakon dodjele Nobelove nagrade piše zahvalu dr. Branimiru Markoviću na njegovoj lucidnoj ideji koju je on razvio.  
Nepune dvije godine nakon pojave lasera u svijetu, Marković je sa suradnicima (L. Colombo, Ž. Pavlović i A. Peršin) izradio prvi laser u ovome dijelu Europe pa je "za uspješnu konstrukciju i izvedbu prvoga He-Ne lasera sagrađenog u zemlji te za istraživački rad izvršen pomoću toga lasera" 1967. godine dobio republičku nagradu "Nikola Tesla", tada već kao dopisni član JAZU-a.  
Branimir Marković se intenzivno bavio istraživanjem efekta optičke magnetske rezonancije i utjecaja Zeemanova efekta na apsorpciju svjetlosti, a ta su istraživanja stvorila niz primjena, od moderne magnetometrije i istraživanja rudnog blaga Zemlje do magnetskog vođenja interkontinentalnih projektila. Njegovi su fundamentalni radovi imali praktičan odjek i u suvremenim koherentnim mikrovalnim komunikacijama. Rezultate profesora Markovića uporabio je, pri konstrukciji australske antenske mreže za istraživanje svemira, J. P. Wild, konstruktor najvećega na svijetu radioteleskopskoga sustava. Taj je sustav sadržavao 96 paraboloidnih antena promjera pet metara poredanih u krug promjera tri kilometra. Pri proračunu toga sustava antena trebalo je točno odrediti veličinu antena kao izvora mikrovalova kako bi se na određenoj visini dobio željeni interferencijski efekt.  
Branimir Marković bio je na specijalizaciji u Kopenhagenu i u Parizu, a kraće je vrijeme boravio na Fizičkom institutu u Stockholmu, Hamburgu, Gottingenu, Heidelbergu, Genevi, Zurichu, Teddingtonu i Rimu te na nekoliko mjesta u Sovjetskome Savezu. 
Objavio je 40 znanstvenih radova u domaćim i stranim časopisima, dvadesetak stručnih radova te udžbenike i skripta. Bio je znanstveni otac mnogim našim poznatim fizičarima, učitelj  u punom smislu te riječi  i vrstan popularizator znanosti. Punih je 16 godina bio  urednikom Matematičko-fizičkog lista i u njemu je objavio mnogo zanimljivih popularnih članaka, zadataka i problema. Na znanstvenom i pedagoškom polju stvorio je djela trajnih vrijednosti. U izdanju Školske knjige objavljeno je sedam njegovih udžbenika u 25 izdanja, a jedan od najuspješnijih udžbenika  iz optike i atomske fizike njegova je Fizika za IV. razred gimnazije koja je doživjela mnogo izdanja i poslije njegove smrti. Bio je i urednik prvih obrazovnih emisija iz fizike na Televiziji Zagreb.
Kao redoviti profesor, od 1964. godine do smrti radio je u Rijeci na Visokoj industrijsko-pedagoškoj školi, sadašnji Odjel za fiziku Sveučilišta u Rijeci. Dva puta zaredom bio je i dekan, od 1964. do 1968. godine i zapisan je kao osnivač četverogodišnjega studija matematike i fizike u Rijeci pa je, povodom obilježavanja 50. obljetnice postojanja toga studija, najveća predavaonica na Odjelu za fiziku nazvana njegovim imenom. Ime Branimira Markovića nosi Osnovna škola u njegovoj rodnoj Ravnoj Gori, a po njemu su imena dobile ulice u Ravnoj Gori i u Rijeci. 
Na državnoj se razini, od 1984. do početka rata, održavala smotra Dani fizike – Dr. Branimir Marković na kojoj su uspješnicima na području nastave fizike dodjeljivane najviše strukovne nagrade Dr. Branimir Marković.  
Posmrtno je 1974. godine dobio Nagradu Grada Rijeke za životno djelo. U obrazloženju je zapisano i ovo: